# Шапкотт, Томас
Томас Уильям Шапкотт (англ. Thomas William Shapcott; 21 марта 1935, Ипсвич, Квинсленд, Австралия) — австралийский писатель, поэт, драматург, либреттист и педагог.

## Биография
Вместе с братом-близнецом, рождённым на день раньше, посещал Исуичскую школу грамматики («Ipswich Grammar School»). Школу оставил в 15 лет и работал в отцовском бухгалтерском бизнесе, а специальность бухгалтера получил в 1961 году.
В 1967 году окончил обучение на художественном отделении Университета Квинсленда.
Первым творческим увлечением Шапкотта была композиторская деятельность. В 19-летнем возрасте он написал ряд музыкальных произведений, но он отстранился от музыки, когда обнаружил, что струнный квартет, который он написал, был бессознательным плагиатом камерного произведения Эрнеста Блоха. После этого он работал налоговым бухгалтером (tax accountant) — профессия, которой он отдал 27 лет своей жизни.
Томас Шапкотт был директором Литературного правления «Австралийского совета» («Australia council’s Board Literature») в течение 7 лет и исполнительным директором Национального книжного совета (National Book Council) в период 1992—1997 годов. Был профессором творческого письма в Университете Аделаиды.
Член Ордена Австралии с 1989 года, в 2000 году Томасу Шепкотту была присуждена литературная премия Патрика Уайта; он также лауреат ряда других региональных, национальных и международных премий и наград, в частности Канадско-австралийской литературной премии («Canada-Australia Literary Award», 1978), Поэтической премии Уэсли Майкла Райта («Wesley Michel Wright Prize for Poetry», 1996) и других.

## Творчество
Сборники поэзии
- Time on Fire (1961)
- The Mankind Thing (1964)
- Sonnets 1960-1963 (1964)
- A Taste of Salt Water : Poems (1967)
- Inwards to the Sun : Poems (1969)
- Fingers at Air : Experimental Poems 1969 (1969)
- Interim Report : some poems 1970/71 (1971)
- Begin with Walking (1972)
- Two Voices : Poems (1973) with Margaret Shapcott
- Shabbytown Calendar (1975)
- Seventh Avenue Poems (1976)
- Selected Poems (1978)
- Turning Full Circle (1979)
- Stump and Grape and Bopple-Nut (1981)
- Welcome! (1983)
- Travel Dice (1987)
- Selected Poems 1956-1988 (1989)
- In the Beginning (1990)
- The City of Home (1995)
- The Sun's Waste is Our Energy (1998)
- Cities in Exile (1998)
- Chekhov's Mongoose (2000)
- Music Circus and Other Poems (2004)
- Adelaide Lunch Sonnets (2006)
- The City of Empty Rooms (2006)
- The Book of Hanging Gardens (2009)
- Part of Us (2010)
- At Marcoola (2011)

Романы
- The Birthday Gift (1982)
- White Stag of Exile (1984)
- Hotel Bellevue (1986)
- The Search for Galina (1989)
- Mona's Gift (1993)
- Theatre of Darkness (1998)[7]
- Spirit Wrestlers (2004)

Сборники рассказов
- Limestone and Lemon Wine : Stories (1988)
- What You Own : Stories (1991)
- Gatherers and Hunters : Stories (2011)

Подростковая литература
- Holiday of the Ikon (1984)
- Flood Children (1981)

Документальная проза
- Writers Interviews with the Camera (1989)
- Biting the Bullet : A Literary memoir (1990)
- Twins in the Family : Interviews with Australian Twins (2001)